# Gamaliel el Vell
Gamaliel el Vell o Rabí Gamaliel I (Gamala - v. 50) fou un prestigiós fariseu, doctor de la Mixnà, autoritat del Sanedrí i mestre intel·lectual i instructor de la Llei de Pau de Tars i molt probablement també d'Esteve i Bernabé. Figura clau tant del judaisme com del cristianisme en impedir que el Sanedrí condemnés Pere i a la resta d'apòstols.
El seu nom significa "la recompensa de Déu" (forma grega del nom hebreu, gəmā'lēəl). L'apel·latiu de "Vell" (Ha-Zaken) que se li dona al Talmud, fa referència l'autoritat que tenia dins el Sanedrí i alhora entronca amb el mateix sobrenom que tenia el seu avi Hilel l'Ancià i és el primer a qui s'assignà el nom de Rabban, és a dir, "nostre mestre" en comptes de la forma més comuna, el singular Rabí, és a dir "mestre". Va ser president del Sanedrí a la mort de Xammai i fou succeït pel seu fill Simeó II. Molts dels seus descendents portaren el seu nom fins a Gamaliel VI. Va morir uns vint anys abans de la destrucció del Temple de Jerusalem l'any 70.

## Segons els jueus
A aquella època a Jerusalem hi havia dues corrents del fariseisme, una encapçalada per Xammai, un intransigent doctor de la Llei, i l'altra, la de Hil·lel el Vell, un personatge força tolerant, president del Sanedrí, avi i mestre de Gamaliel. S'atribueix a Hil·lel la màxima de: el món té tres fonaments: la justícia, la veritat i la pau. I és en aquest entorn culte i tolerant amb els preceptes religiosos, poc freqüent aleshores, que es formà Gamaliel. Com era comú dins la comunitat jueva, tenia la seva escola pròpia (Bet ha-Midraix, o "la casa d'estudi") on els seus deixebles es formaven no només en la Llei, sinó també en interpretació filosòfica i doctrinal dels textos. El mateix Pau als Fets dels Apòstols ens diu que fou instruït als peus de Gamaliel. En aquestes acadèmies els alumnes seien a terra en semicercle al voltant del mestre, com ja ho havien fet anys abans a Atenes. Aquesta tècnica pedagògica no deixa de tenir certes semblances amb la maièutica socràtica i amb la diatriba dels estòics.
Tot i que la història jueva i el mateix Talmud estan plens de cites a Gamaliel, a vegades costa diferenciar de quin Gamaliel es tracta. Una de les referències més antigues que trobem diu: Des que va morir el Rabí Gamaliel, la glòria de la Llei ha desaparegut. (Sota 9, 15). De la Misnà, la recopilació escrita de les lleis orals jueves, se li atribueix:
Pren un mestre, allunya't del dubte i no donis pas el delme per aproximació. (Pirqué Avot 1, 16)

## Segons els cristians
De Gamaliel ens en parlen els Fets dels Apòstols escrits per Lluc, on se'l descriu:
Aleshores s'alçà enmig del Sanedrí un fariseu que es deia Gamaliel, doctor de la Llei, honorat de tot el poble. (Fets 5, 34)
Se'ns presenta a Gamaliel com un home honrat, de gran qualitat dialèctica i sobretot molt prudent i diplomàtic: El Sanedrí va fer cas de Gamaliel (Fets 5, 39). Als versets següents, tot i que el qui parla és Pau de Tars, ell personalment no ho escriu a cap de les seves epístoles, sinó que ho trobem als Fets (22, 3)
Jo sóc jueu, nascut a Tars de Cilícia, però educat en aquesta ciutat, instruït als peus de Gamaliel en l'observança estricta de la Llei dels nostres pares, ple de zel per Déu, com n'esteu avui tots vosaltres.
Als evangelis no se'n fa cap referència explícita però en ser contemporani de Jesús de Natzaret i figura cabdal del Sanedrí, alguns autors sostenen que el mestre de la Llei a qui es refereix Mateu en aquesta conversa era Gamaliel:
Quan els fariseus van saber que Jesús havia fet callar els saduceus, es reuniren tots junts, i un d'ells, que era mestre de la Llei, per provar-lo li va fer aquesta pregunta: "Mestre, quin és el manament més gran de la Llei?" Jesús li digué: "Estima el Senyor, el teu Déu, amb tot el cor, amb tota l'ànima i amb tot el pensament. Aquest manament és el més gran i el primer." (Mateu 22, 34-38)
La tradició cristiana basada en Climent I (Recognitiones I, 65,66) assegura que Gamaliel i el seu fill Simeó II van convertir-se de forma secreta al cristianisme i segons Foci foren batejats, juntament amb Sant Nicodem, per Pere i Joan. Segons la mateixa tradició, Gamaliel es va aparèixer en somnis a Llucià de Cafargamala per revelar-li on estava sepultat. Així és que el seu cos hauria estat trobat miraculosament, amb el del seu fill, a la mateixa tomba que el de Sant Esteve i Nicodem al segle v.
Tot i ser inclòs al santoral catòlic i la seva festivitat celebrar-se el 3 d'agost, l'any 1956 va ser retirat del Martirologi romà, limitant el culte als llocs on era tradicional, a causa de la falta de proves de la seva conversió i del seu bateig. Una tradició pietosa, probablement sense fonament, diu que el seu cos va ser miraculosament trobat pels croats i portat a la Catedral de Pisa, on es venera.